# Graftombe van de heren van IJsselstein
De graftombe van de heren van IJsselstein is een 14e-eeuws grafmonument dat zich bevindt in de Hervormde kerk in de Nederlandse stad IJsselstein. Het is opgericht ter herinnering aan enkele heren van IJsselstein en hun echtgenotes.

## Geschiedenis
Gijsbrecht van Amstel werd na het overlijden van zijn vader heer van IJsselstein. Na de moord op de Hollandse graaf Floris (1296), waarbij zijn oom Gijsbrecht IV van Amstel betrokken was, werd Gijsbrecht gevangen genomen. Toen het kasteel van IJsselstein werd belegerd, werd het verdedigd door zijn vrouw Bertha van Heukelom tot ze zich een jaar later moest overgeven. De familie raakte de goederen kwijt, die uiteindelijk in handen kwamen van Gwijde van Avesnes, bisschop van Utrecht. Toen hun zoon Arnold trouwde met Maria van Avesnes, dochter van Gwijde, kreeg Gijsbrecht zijn bezittingen terug. Hij stichtte de Sint-Nicolaaskerk, die in 1310 door Gwijde van Avesnes werd ingewijd. Arnold werd na het overlijden van zijn vader heer van IJsselstein en in 1346 werd hij door de gravin van Holland beleend met IJsselstein, Benschop en Noord-Polsbroek. Hij noemde zich vanaf 1348 baron van IJsselstein.

## Graftombe
Guyote van IJsselstein was de erfdochter van Arnold van IJsselstein. Zij gaf opdracht om in de Sint-Nicolaaskerk een gotisch grafmonument op te richten voor haar ouders en grootouders. De graftombe werd waarschijnlijk gemaakt in Doornik. Het is het oudste in zijn soort in de Noordelijke Nederlanden. De overledenen zijn liggend afgebeeld, met het hoofd op een kussen, geheel gekleed en met de handen in gebed gevouwen. De grafbeelden zijn geen reliëfs, maar rondom gehouwen sculpturen. Eigenlijk liggen de figuren niet echt, maar zijn het min of meer staande beelden die zijn neergelegd. Dat er een of twee gisanten op een grafmonument werden afgebeeld is niet ongebruikelijk, dat het er hier vier zijn wel. Voor zover bekend is de tombe van de familie Mathefelon in de abdij van Chaloché bij Chaumont-d'Anjou de enige andere in West-Europa met daarop twee echtparen. In de IJsselsteinse kerk zijn van links naar rechts zijn op de tombe afgebeeld: Gijsbrecht van Amstel, Bertha van Heukelom, Arnold van IJsselstein en Maria van Avesnes.

### Restauraties
In 1850 werd het graf herontdekt door L.J.F. Janssen, conservator van het Rijksmuseum van Oudheden in Leiden. Er was vanwege eerdere beschadigingen een houten betimmering rondom het grafmonument aangebracht, waarop zitplaatsen voor de kerkgangers waren geplaatst. Hij kon het alleen bekijken door een deurtje in de bekisting. Een aantal jaren later werd het monument verplaatst van het noordertransept naar het koor en gerestaureerd door de beeldhouwer Edouard François Georges. Het werd in 1908 nogmaals hersteld door Lambert te Riele en moest na een kerkbrand in 1915-1916 opnieuw worden gerestaureerd. In 1983 vonden weer restauraties plaats. De kerk werd in 1970, met de graftombe van de heren van IJsselstein en de graftombe van Aleida van Culemborg, als rijksmonument opgenomen in het Monumentenregister.

### Beschrijving
De graftombe met de vier gisanten werd gemaakt van Namense steen. Hij is vier meter lang en ruim tweeënhalve meter breed. Aan de kop van het monument is onder een leien dakje een baldakijn geplaatst, met voor elk een gotische drielobboog onder een wimberg met hogels en een kruisbloem. Daaronder bij de mannen in reliëf het wapen van de familie Van Amstel en bij de vrouwen een alliantiewapen.
De vier gisanten liggen per echtpaar bij elkaar, van links naar rechts Gijsbrecht van Amstel, Bertha van Heukelom, Arnold van IJsselstein en Maria van Avesnes. De beide mannenfiguren zijn gekleed in wapenrusting, met aan hun linkerzij een schild met het wapen van Van Amstel. Aan hun voeten ligt een leeuw, symbool voor kracht en moed. De beide dames zijn gekleed in een lang gewaad en dragen een hoofddoek. Aan hun voeten ligt een hond als symbool van trouw. Bij alle vier zijn de handen in gebed voor de borst geplaatst.

### Afbeeldingen

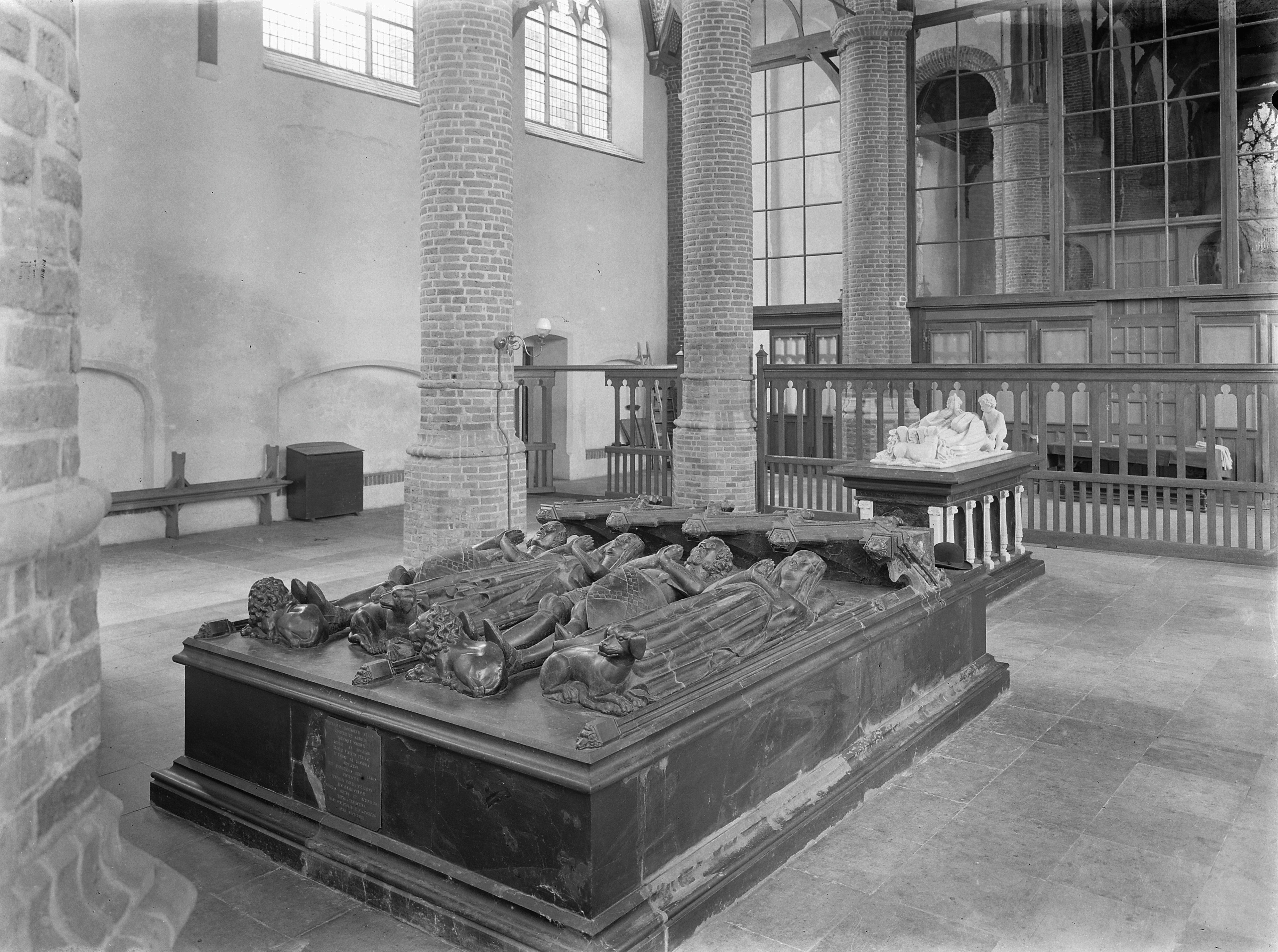
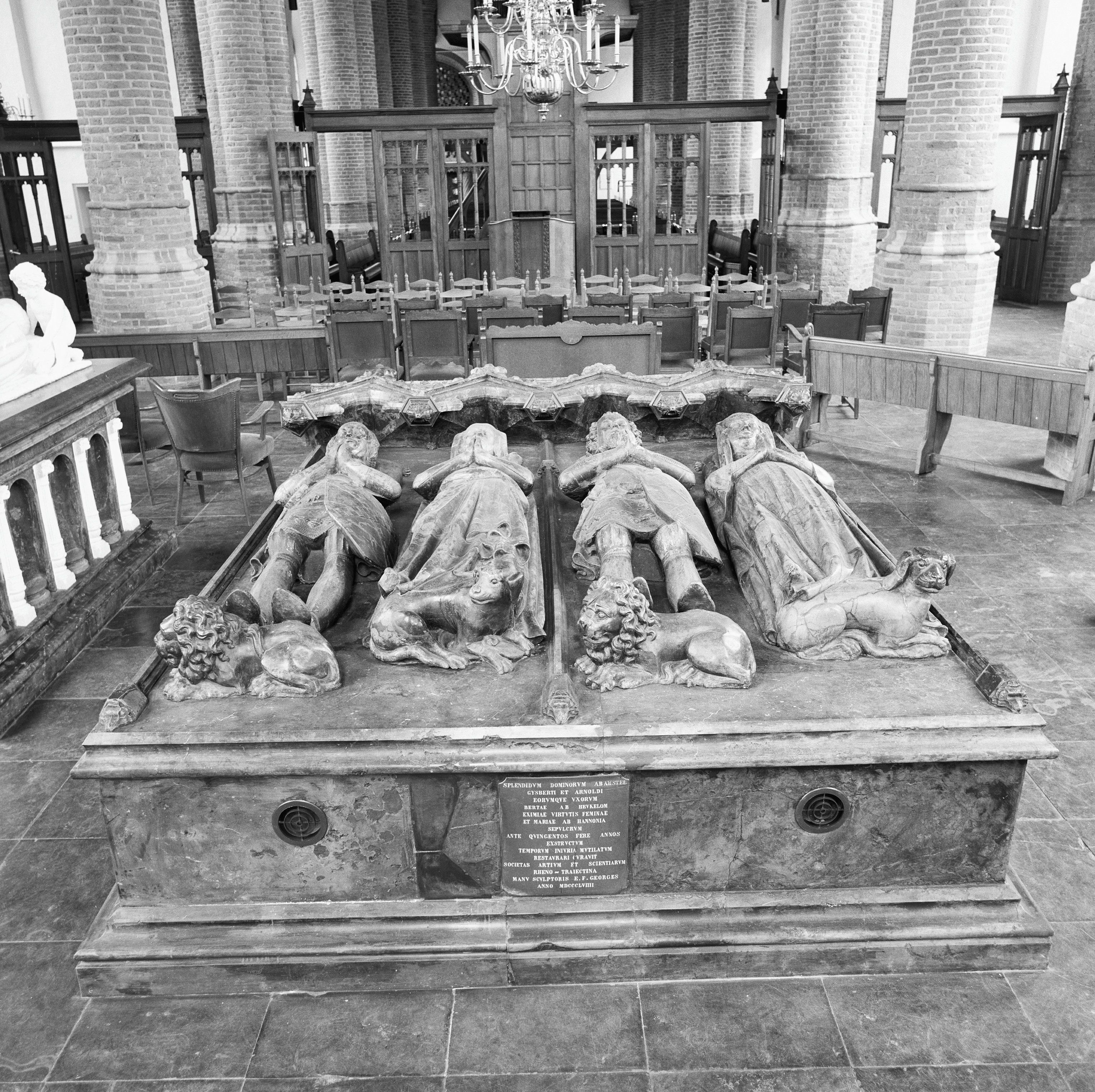
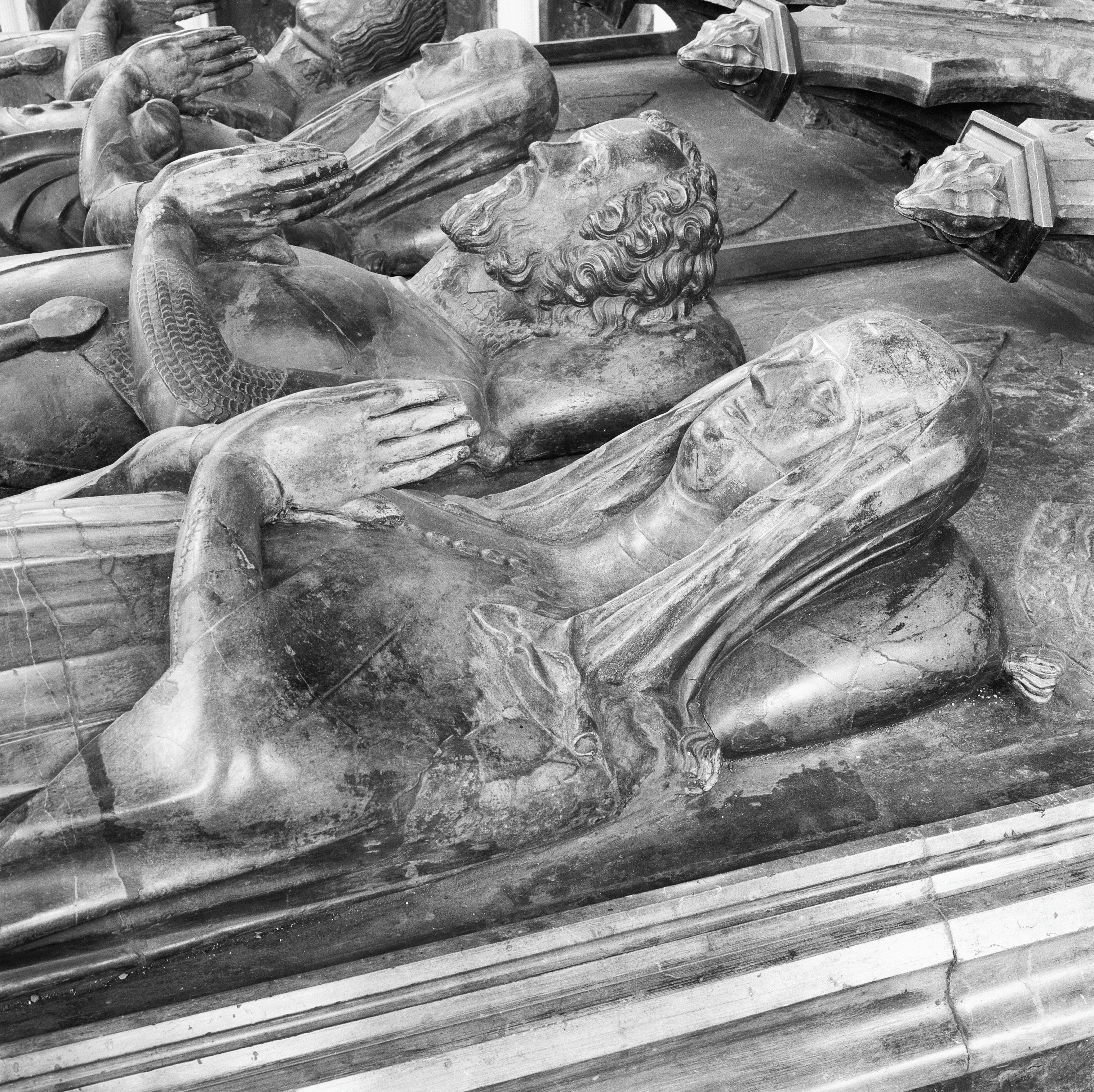
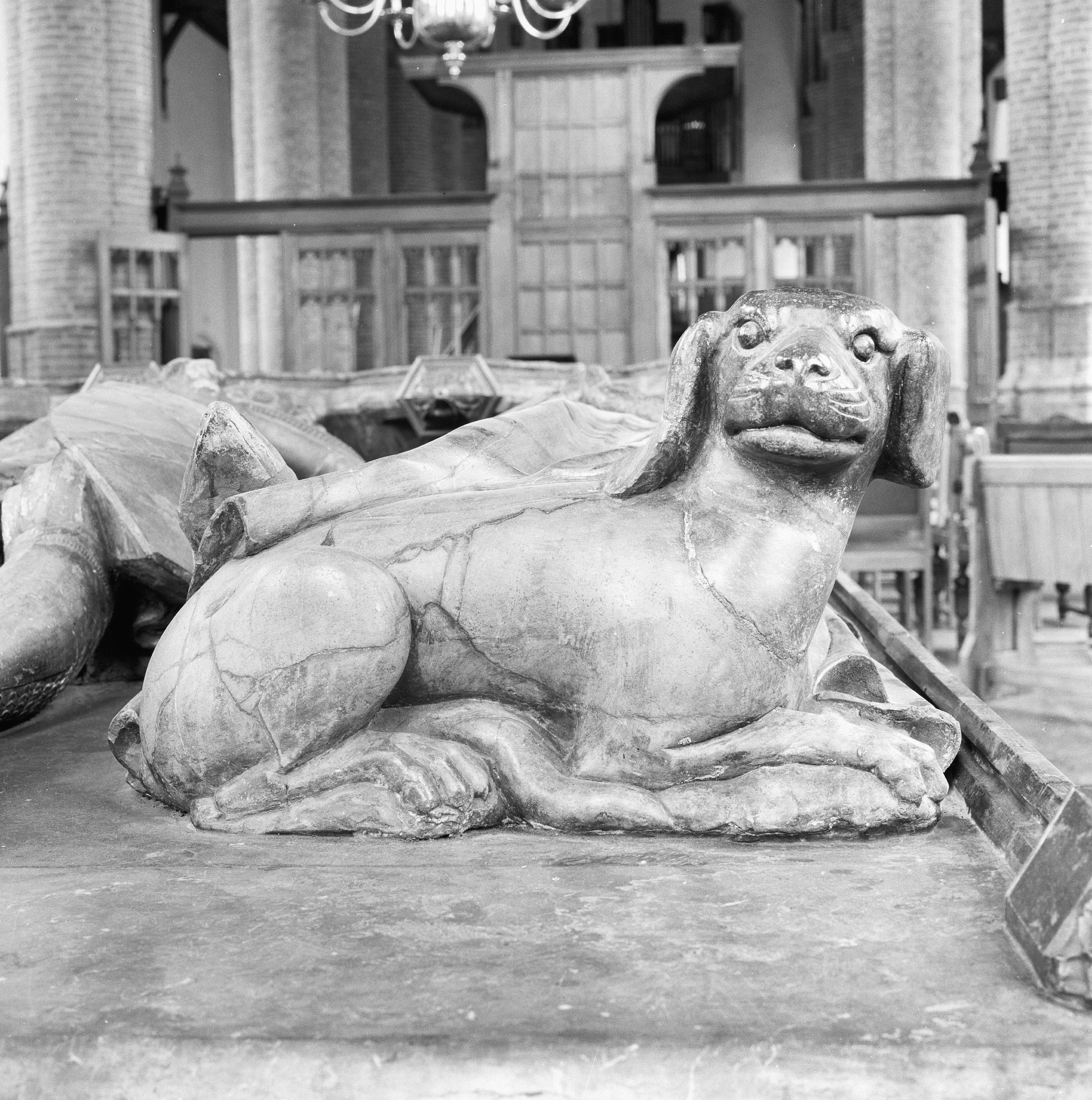